# Philippe de Liedekerke
Philippe de Liedekerke (Londen, 17 februari 1915 - Brussel, 20 februari 1997) was een Belgisch militair, verzetsstrijder  en agent van de Staatsveiligheid tijdens de Tweede Wereldoorlog en later na de oorlog diplomaat.

## Biografie
Philippe Enguerran Albert de Liedekerke werd in 1915 geboren als zoon van graaf Raoul de Liedekerke (1882-1981) en gravin Marie de Hemricourt de Grunne (1877-1968). De Liedekerke studeerde af als officier en burgerlijk ingenieur aan de faculteit Polytechniek van de Koninklijke Militaire School te Brussel. De Liedekerke nam als artillerieluitenant in mei 1940 deel aan de Achttiendaagse Veldtocht waarna hij werd gevangengenomen. De Liedekerke wist te ontsnappen en keerde terug naar Brussel en vervolgens op 1 oktober 1940 naar Londen. Op 6 december 1941 trad hij toe tot de Staatsveiligheid en op 5 juni 1944 trouwde hij in Londen met Esther Molloy.

### Acties als agent van de Staatsveiligheid
In de periode van 1942 tot 1945 werd de Liedekerke voor drie verschillende missies boven België geparachuteerd. 

#### Missie Herzelle
Deze missie vond plaats van 1 maart tot 18 juli 1942. De Liedekerke was toen kapitein ARA (Agent de Renseignements et d'Action) en werd samen met Roger Cerf in de buurt van Marche gedropt. Cerf werd kort na zijn aankomst aangehouden en op 4 augustus 1942 terechtgesteld. Deze gezamenlijke missie van de Britse Special Operations Executive en de Belgische Staatsveiligheid had tot doel informatie over de Belgische verzetsbewegingen te vergaren en contact te zoeken met de belangrijkste groepen. In de orders gedateerd 14 februari 1942 stond specifiek vermeld: "1.To discover the sentiments of Royalist and Right-Wing organisations in Belgium; 2.To find out how the Anti-German and Pro-Allied elements among such organisations can most usefully be employed." (Informatie vergaren over de loyaliteit van zowel de koningsgezinde als de rechtse organisaties en hoe de anti-Duitse en pro-geallieerde gevoelens van deze organisaties zo succesvol mogelijk in te zetten) Via zijn rapporten werd Londen op de hoogte gebracht van de actuele toestand van het Belgisch Legioen, hoewel de cijfers niet helemaal correct waren want hij sprak over 80.000 leden terwijl er in werkelijkheid maar 16.000 leden waren. Op 17 maart 1942 vertrok hij samen met Charles Claser, oprichter van Het Belgisch Legioen naar Londen met belangrijke documenten, de zogenaamde Ordonnances générales, waaruit de naoorlogse politieke bedoelingen van het Legioen moesten blijken. Ze vertrokken eerst per trein naar Besançon in Frankrijk en vervolgens staken ze met hulp van een Franse gids in Salins-les-Bains de Franse demarcatielijn over. Via Toulouse en Perpignan bereikten ze Spanje en reisden via Portugal verder naar Gibraltar om uiteindelijk op 17 juli in Londen aan te komen.

#### Missie Claudius-Tybalt
Deze missie vond plaats van 15 juli tot 4 oktober 1943. Eerst werden Philippe de Liedekerke (alias Claudius), intussen majoor ARA en Alfred Blondeel (alias Pointer) op 15 juli 1943 geparachuteerd (Zending Claudius-Pointer) en vervolgens de daaraan gekoppelde Zending Tybalt-Hillcat op 11 augustus 1943 met André Wendelen (alias Tybalt) en Jacques Doneux (alias Hillcat). Deze twee zendingen waren van groot belang bij het opzetten van de dienst Socrates die werkweigeraars en onderduikers hielp en die ook leidde tot de eerste rechtstreekse contacten met het Onafhankelijkheidsfront en de Belgische Nationale Beweging. Wendelen en de Liedekerke keerden einde 1943 terug naar Engeland.

#### Missie Iago
Deze missie vond plaats van 8 februari tot 20 mei 1944. Philippe de Liedekerke werd onder de codenaam "Scipion" opnieuw naar België gezonden. Het doel van deze missie was om in samenwerking met de Antwerpse verzetsgroepen en de havenarbeiders het behoud van de havenfaciliteiten te organiseren als steun voor de geallieerden na D-day.

### Na de oorlog
Philippe de Liedekerke werd in september 1944 aangesteld bij het Ministerie van Buitenlandse Zaken en begon aan een diplomatieke carrière als Belgisch ambassadeur. De Liedekerke overleed op 20 februari 1997 in Brussel op 82-jarige leeftijd.

## Eretekens
- Oorlogskruis (1943)
- Military Cross (1944)